# Henrichemont
Henrichemont – miejscowość i gmina we Francji, w Regionie Centralnym, w departamencie Cher.
Według danych na rok 1990 gminę zamieszkiwało 1845 osób, a gęstość zaludnienia wynosiła 73 osoby/km² (wśród 1842 gmin Regionu Centralnego Henrichemont plasuje się na 212. miejscu pod względem liczby ludności, natomiast pod względem powierzchni na miejscu 488.).